# Cycles
Cycles –en español: «Ciclos»– es el quincuagésimo quinto álbum de estudio de Frank Sinatra. Lanzado justo antes de Navidad de 1968. El primer lanzamiento fue de un periodo de 10 meses, después de Francis A. & Edward K., en el cual Sinatra no grabó música para su discográfica Reprise, siendo este uno de los periodos más largos en los cuales él dejó el negocio musical (excluyendo sus contribuciones a The Sinatra Family Wish You a Merry Christmas).
Sinatra canta una cantidad de canciones orientadas hacia el rock-folk, incluyendo "Both Sides Now" de Judy Collins (escrita por Joni Mitchell) y algunos éxitos de Glen Campbell como "Gentle on My Mind " (escrita por John Hartford) y "By the Time I Get to Phoenix" (escrita por Jimmy Webb). La canción título del álbum fue lanzada como sencillo, alcanzando el puesto #23 en la tabla Billboard Hot 100 y el puesto #2 en la tabla Adulto Contemporáneo/Easy Listening, mientras que el álbum llegó al lugar #18 en la tabla Billboard 200.

## Lista de Canciones
1. "Rain in My Heart" (Teddy Randazzo, Victoria Pike)  – 3:20
2. "From Both Sides, Now" (Joni Mitchell)  – 2:55
3. "Little Green Apples" (Bobby Russell)  – 5:00
4. "Pretty Colors" (Al Gorgoni, Chip Taylor)  – 2:35
5. "Cycles" (Gayle Caldwell) – 3:07
6. "Wandering" (Caldwell)  – 2:45
7. "By the Time I Get to Phoenix" (Jimmy Webb)  – 3:55
8. "Moody River" (Gary D. Bruce)  – 2:33
9. "My Way of Life" (Bert Kaempfert, Herb Rehbein, Carl Sigman)  – 3:05
10. "Gentle On My Mind" (John Hartford)  – 3:25

## Personal
- Frank Sinatra - Vocalista
- Don Costa - Productor, arreglista, compositor
- Bill Miller - Conductor
- Hal Halverstadt - Notas lineales
- Lee Herschberg - Ingeniero
- Frank Laico - Ingeniero
- Ed Thrasher - Dirección Artística, fotografía
- Bill Tole - Trombón

## Recepción
A pesar de la calificación que le dio en su momento All Music, Cycles es uno de los álbumes más queridos por los fanes de Sinatra. Esto se debe a la gran selección de canciones que incluye el álbum, así como, sus arreglos y su voz, que da una gran calidez a lo largo del álbum. La mayoría de sus fanes, concuerda en que, si bien no son las canciones más populares, si son canciones que cualquier persona puede disfrutar en cualquier momento de su vida. La voz que le da Sinatra al álbum, no solo demuestra una calidez de antaño, también aporta cierto sentimentalismo al mismo. La selección de canciones, junto con su voz, le da al álbum el toque de ser el autorretrato de "un hombre golpeado por la vida, pero a pesar de ello, continua con la frente en alto, mostrándose optimista hacia un futuro próximo". La descripción anterior parece ser la de Sinatra en aquel momento, un hombre que tuvo mucho éxito en los años 1940 y 1950, que tuvo algunos éxitos durante los años 1960, tratándose de adaptar a un nuevo ritmo en esta década; ya en sus 50 años de vida, con el divorcio de Mia Farrow aun en su recuerdo y un plan de retiro próximo, es claramente la descripción de un hombre que ha tenido altas y bajas, pero que continua de frente al mañana.